# Supertaça Cândido de Oliveira 2019
La Supertaça Cândido de Oliveira 2019 è stata la 42ª edizione di tale competizione, la 19ª a finale unica. Si è disputata tra il Benfica, vincitore della Primeira Liga 2018-2019 e lo Sporting Lisbona, vincitore della Taça de Portugal 2018-2019. Le due squadre si sono incontrate per la terza volta nella storia della competizione.
Il trofeo è andato per la settima volta nella sua storia al Benfica, che ha sconfitto i concittadini per 5-0.

## Le squadre
| Squadre          | Qualificazione                              | Partecipazioni precedenti (il grassetto indica la vittoria)                                                     |
| ---------------- | ------------------------------------------- | --- |
| Benfica          | Vincitrice della Primeira Liga 2018-2019    | 18 (1981, 1983, 1984, 1985, 1986, 1987, 1989, 1991, 1993, 1994, 1996, 2004, 2005, 2010, 2014, 2015, 2016, 2017) |
| Sporting Lisbona | Vincitrice della Taça de Portugal 2018-2019 | 8 (1982, 1987, 1995, 2000, 2002, 2007, 2008, 2015)                                                              |

## Tabellino
| Arbitro: | Nuno Almeida (Algarve) |

|                                                          |           |  |
| Rafa Silva 40’ Pizzi 60’, 75’ Grimaldo 64’ Chiquinho 90’ | Marcatori |  |

| Benfica | Sporting CP |

### Formazioni
| Benfica         |    |                      |       |     |
|                 |    |                      |       |     |
| P               | 99 | Odisseas Vlachodimos |       |     |
| D               | 71 | Nuno Tavares         |       |     |
| D               | 6  | Rúben Dias           | 45+2’ |     |
| D               | 97 | Ferro                | 50’   |     |
| D               | 3  | Álex Grimaldo        | 46’   |     |
| C               | 21 | Pizzi                |       | 83’ |
| C               | 61 | Florentino           |       |     |
| C               | 8  | Gabriel              |       | 82’ |
| C               | 27 | Rafa Silva           |       |     |
| A               | 9  | Raúl de Tomás        | 72’   | 87’ |
| A               | 14 | Haris Seferović      | 70’   |     |
| A disposizione: |    |                      |       |     |
| P               | 72 | Ivan Zlobin          |       |     |
| D               | 23 | Tyronne Ebuehi       |       |     |
| D               | 33 | Jardel               |       |     |
| C               | 14 | Adel Taarabt         |       | 83’ |
| C               | 19 | Chiquinho            |       | 82’ |
| A               | 73 | Jota                 |       | 87’ |
| A               | 95 | Carlos Vinícius      |       |     |
| Allenatore:     |    |                      |       |     |
| Bruno Lage      |    |                      |       |     |

| Sporting Lisbona |    |                  |          |     |
|                  |    |                  |          |     |
| P                | 1  | Renan Ribeiro    |          |     |
| D                | 50 | Thierry Correia  |          |     |
| D                | 14 | Luís Neto        |          |     |
| D                | 4  | Sebastián Coates | 62’      | 66’ |
| D                | 22 | Jérémy Mathieu   |          |     |
| C                | 9  | Marcos Acuña     | 20’      | 84’ |
| C                | 11 | Raphinha         | 49’      |     |
| C                | 98 | Idrissa Doumbia  | 32’, 89’ |     |
| C                | 37 | Wendel           |          |     |
| C                | 8  | Bruno Fernandes  | 62’      |     |
| A                | 28 | Bas Dost         |          | 66’ |
| A disposizione:  |    |                  |          |     |
| P                | 81 | Luís Maximiano   |          |     |
| D                | 3  | Tiago Ilori      |          |     |
| D                | 26 | Cristian Borja   |          | 84’ |
| C                | 5  | Eduardo Henrique |          |     |
| A                | 10 | Luciano Vietto   |          |     |
| A                | 29 | Luiz Phellype    |          | 66’ |
| A                | 23 | Abdoulay Diaby   |          | 66’ |
| Allenatore:      |    |                  |          |     |
| Marcel Keizer    |    |                  |          |     |